# 진천군·음성군 (1963년 선거구)
진천군·음성군은 대한민국의 옛 국회의원 선거구이다. 당시 충청북도 진천군과 음성군 지역을 관할했다.

## 역사
제6대 국회의원 선거를 앞두고 진천군 선거구와 음성군 선거구가 통합되면서 신설되었다.
제9대 국회의원 선거를 앞두고 괴산군 선거구와 통합해 진천군·괴산군·음성군 선거구를 이루게 됨에 따라 폐지되었다.

## 역대 국회의원
| 선거   | 정당 | 정당       | 의원   |
| ------ | ---- | ---------- | ------ |
| 1963년 |      | 민정당     | 이충환 |
| 1967년 |      | 민주공화당 | 오원선 |
| 1971년 |      | 민주공화당 | 이정석 |

## 역대 선거 결과

### 대한민국 제6대 국회의원 선거
|  | 37.50% |

|  | 28.02% |

|  | 22.66% |

|  | 4.79% |

|  | 4.27% |

|  | 2.73% |

### 대한민국 제7대 국회의원 선거
|  | 65.23% |

|  | 31.09% |

|  | 2.18% |

|  | 0.80% |

|  | 0.68% |

|  | 0% |

### 대한민국 제8대 국회의원 선거
|  | 49.18% |

|  | 47.27% |

|  | 1.56% |

|  | 0.99% |

|  | 0.98% |